# Ludwik Zbigniew Jaśkiewicz

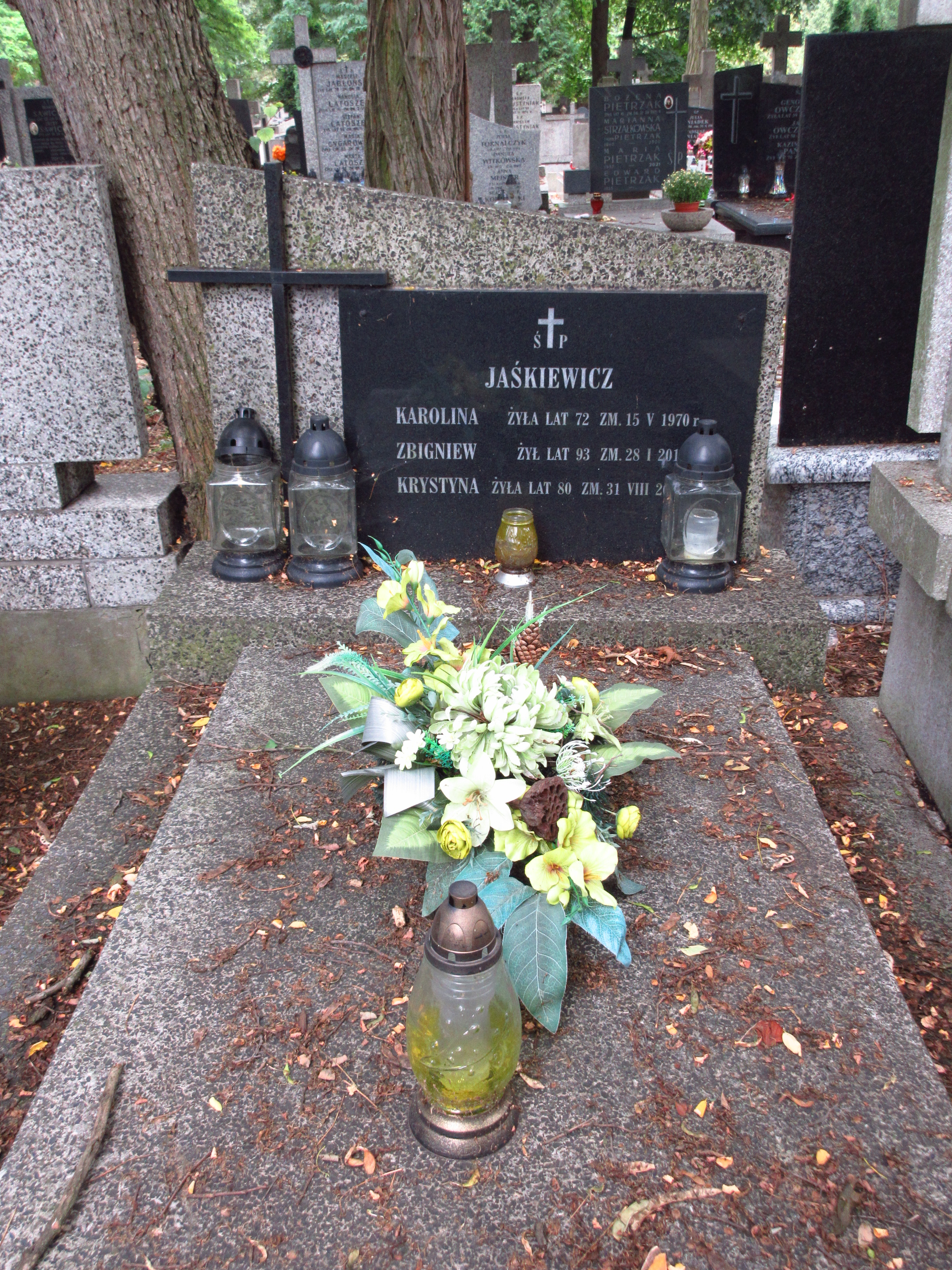
Grób profesora Ludwika Zbigniewa Jaśkiewicza na Cmentarzu Bródnowskim.

Ludwik Zbigniew Jaśkiewicz (ur. 7 grudnia 1921 w Warszawie, zm. 28 stycznia 2015) – polski specjalista w zakresie budowy samochodów oraz układów napędowych samochodów, prof. zw. dr hab. inż., kierownik Zakładu Samochodów w latach 1970-1992 oraz dyrektor Instytutu Pojazdów w latach 1988-1991 na Wydziale Samochodów i Maszyn Roboczych Politechniki Warszawskiej.
W czasie II wojny światowej był uczestnikiem powstania warszawskiego. W 1948 ukończył studia na Politechnice Łódzkiej. W 1974 został docentem, w 1981 uzyskał tytuł profesora nadzwyczajnego, a w 1988 profesora zwyczajnego. Pochowany na cmentarzu Bródnowskim w Warszawie (kwatera 61E-2-26).

## Wybrane odznaczenia
- Krzyż Oficerski Orderu Odrodzenia Polski[2]
- Krzyż Kawalerski Orderu Odrodzenia Polski
- Złoty Krzyż Zasługi[6]
- Odznaka Zasłużony dla Politechniki Warszawskiej[7]